# Islas Auckland
Las islas Auckland (del inglés: Auckland Islands) son un grupo de pequeñas islas que forman un archipiélago subantártico de Nueva Zelanda. Se encuentran a 465 km al sur de la isla del Sur (puerto de Bluff), entre las latitudes 50°30' y 50°55' S y las longitudes 165°50' y 166°20' E. Las islas están deshabitadas. Tienen una superficie de 625 km².
Las islas son uno de los cinco subgrupos que forman las islas subantárticas de Nueva Zelanda, designadas en 1998 como Patrimonio de la Humanidad por la UNESCO. Los otros cuatro grupos de islas subantárticas de Nueva Zelanda en la región considerados Patrimonio Mundial de la UNESCO son las islas Bounty, las islas Antípodas, las islas Snares y las islas Campbell.

## Historia

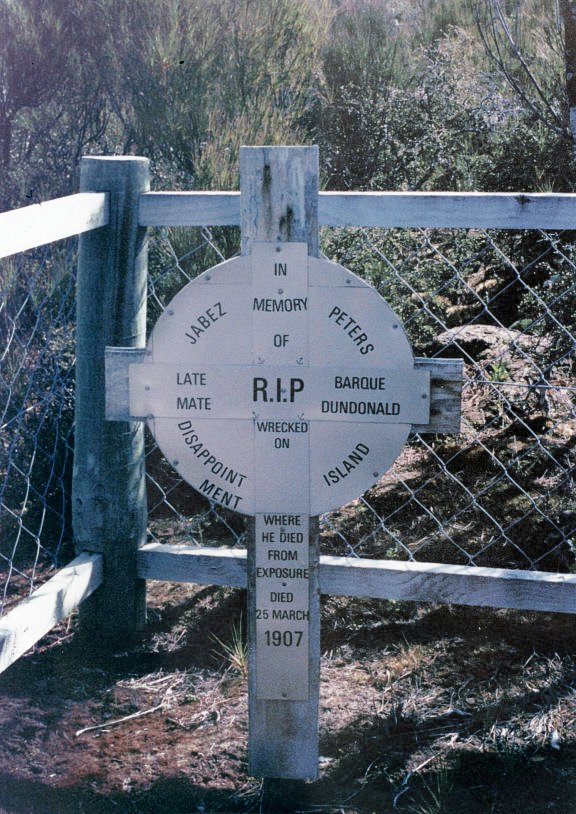
Tumba restaurada de Jabez Peters, primer oficial de la Dundonald, en el cementerio de la isla principal.

### Descubrimiento y explotación temprana
Hay evidencias de que navegantes polinesios habrían sido los primeros descubridores de las islas Auckland. Trazas de un asentamiento polinesio, posiblemente datado en el siglo XIII, han sido encontrados por los arqueólogos en la isla Enderby,[cita requerida] siendo el asentamiento polinesio más meridional de todos los conocidos.
Un buque ballenero, el Ocean, redescubrió las islas en 1806, encontrándolas deshabitadas. El capitán Abraham Bristow las nombró «islas de Lord Auckland» el 18 de agosto de 1806, en honor del amigo de su padre William Eden, 1.º Baron Auckland. Bristow trabajaba para el empresario Samuel Enderby, que fue honrado con la isla Enderby. Al año siguiente Bristow regresó con el navío Sarah con el fin de reclamar el archipiélago para Gran Bretaña. Los exploradores Dumont D'Urville, en 1839, y James Clark Ross, en 1839 y 1840, también visitaron las islas.
Balleneros y foqueros establecieron bases temporales, convirtiéndose las islas en una de las principales estaciones de foquería en el Pacífico en los años inmediatamente después de su descubrimiento. En 1812 se habían sobreexplotado tanto que las islas perdieron su importancia comercial y los foqueros redirigieron sus esfuerzos hacia las islas Campbell y la isla Macquarie. Las visitas a las islas disminuyeron, aunque la recuperación de las poblaciones de focas permitió una modesta recuperación en la industria a mediados de la década de 1820.

### Asentamiento
Las ahora deshabitadas islas tuvieron asentamientos sin éxito a mediados del siglo XIX. En 1842 un pequeño grupo de maoríes y sus esclavos moriori emigraron al archipiélago desde las islas Chatham, sobreviviendo durante unos 20 años mediante la caza de focas y el cultivo de lino. El nieto de Samuel Enderby, Charles Enderby, propuso una comunidad basada en la agricultura y la caza de ballenas en 1846. Este asentamiento, establecido en Port Ross en 1849 y nombrado Hardwicke, duró solo dos años y medio.
El Parlamento Imperial en Westminster incluyó las islas Auckland en los límites extendidos de Nueva Zelanda en 1863.

### Naufragios
Las costas rocosas de las islas han sido desastrosas para varios barcos. El Grafton, capitaneado por Thomas Musgrave, naufragó en Carnley Harbour en 1864. La narrativa de Madelene Ferguson Allen acerca de su bisabuelo, Robert Holding, y el naufragio del velero escocés el Invercauld en 1864, parece contraponer la historia de Grafton, que no obstante se explica porque los primeros naufragaron en el extremo sur y los segundos en el norte, sin tener respectivamente noticias unos de otros.
En 1866 uno de los naufragios más famosos de Nueva Zelanda, el del General Grant, se produjo en la costa occidental. Varios intentos de salvar su cargamento, que supuestamente incluía lingotes de oro, fracasaron. Otra gran tragedia marítima ocurrió en 1907, con la pérdida de la Dundonald y 12 tripulantes frente a la isla Decepción. Debido a la alta probabilidad de que se produjesen naufragios alrededor de las islas, se establecieron depósitos de emergencia para náufragos en 1868. Las autoridades de Nueva Zelanda establecieron y mantienen tres de tales depósitos, en Port Ross, Norman Inlet y Carnley Harbour desde 1887. También almacenó suministros adicionales, incluyendo botes (para ayudar a alcanzar los depósitos) y 40 puestos mensajeros (que tenían menores cantidades de suministros), alrededor de las islas.

### Investigación científica y reserva
La Expedición Científica a las Islas Subantárticas de 1907 pasó diez días en las islas llevando a cabo una prospección magnética y la toma de muestras botánicas, zoológicas y geológicas.
De 1941 a 1945 las islas albergaron una estación meteorológica neozelandesa como parte de un programa de vigilancia costera compuesto por científicos voluntarios y por razones de seguridad conocido como la Cape Expedition. Entre el personal figuró Robert Falla, más tarde un eminente científico. Actualmente, las islas no tienen habitantes, aunque los científicos las visitan regularmente y las autoridades permiten un turismo limitado en la isla Enderby y en la isla Auckland.

## Listado general de islas y rocas
- - Isla Adams
  - Rocas Adams
  - Roca Amherst
  - Roca Archer
  - Isla Auckland 50°42′S 166°05′E / -50.700, 166.083
  - Roca Beacon
  - Roca Blanche
  - Roca Chapel
  - Rocas Column
  - Roca Compadre
  - Isla Davis
  - Isla Disappointment
  - Isla Dundas
  - Isla Enderby
  - Isla Ewing
  - Isla Fabulous
  - Figure of Eight I
  - Roca Five Sisters
  - Isla Frenchs
  - Isla Friday
  - Isla Green
  - Roca Invercauld
  - Lantern Rocks
  - Isla Masked
  - Isla Monumental
  - Isla Ocean
  - Roca Pillar
  - Rocas Pinnacle
  - Isla Rose
  - Roca Shag
  - Isla Shoe (Isla Shoe)
  - Rocas Sugar Loaf
  - Isla Yule